# Renan Samam
Renan de Jesus Batista (Campo Limpo, 1989), mais conhecido pelo nome artístico Renan Samam é um produtor musical, compositor, e rapper brasileiro.

## Carreira
Iniciou a carreira em 2005 quando integrante do grupo 4ª Estrofe, lançando seu primeiro álbum Ritmo e Poesia em 2008.
Em 2011 fez parte do "Ano de Ouro" do rap no VMB, onde produziu a música "Então Toma" de Emicida, dirigida por Fred Ouro Preto, vencedora da categoria "Video Clipe do Ano" e em 2012 voltando a parceria com Emicida na música "Dedo na Ferida" que causou polêmica, ganhou como "Melhor Música do Ano".
Produziu trilha sonora da campanha “Deixe Sua Marca” da marca de canetas Sharpie, junto com Marcelo D2 e também produziu para a propaganda da marca UnderBrazil “Atitude Under”. Produziu também o álbum de Fernandinho Beatbox Caminho Estreito no qual fez parceria com Seu Jorge e Tita Lima na música “Minha Mademoiselle”.
Em 2012 produziu músicas para o EP de Kamau contando com participação de Di Ferreiro (Nx Zero) em “Entre”, André Maini (Strike) em “Eu Vou”, Daniel Ganjaman e Tulipa Ruiz em “Lagrimas do Palhaço” e um Remix da música “Resistência” que conta com a rapper INVINCIBLE de Detroit, EUA.
Em 2013 produziu a música que fez parte da trilha sonora do jogo FIFA 14, “Você Diz Que O Amor Não Dói”, faixa do álbum Nada Pode Me Parar que contou ainda com mais duas produções “A cara do Povo” e “420”. No mesmo ano produziu a trilha do filme “O menino e o Mundo” com participação de  Emicida e Drik Barbosa, produziu 3 faixas do disco “Agora” que ganhou destaque na Revista Rolling Stone, do artista Henrick Fuentes “Pé na Estrada”, “Simples Assim” com participação de Kamau, Stephanie e DJ Will, e “Efeito colateral” com participação do DJ Erick Jay, tri-campeão do DMC Brasil (campeonato de DJ's) e 5° colocado no  DMC Mundial.
Artistas como Phat Kat, Guilty Simpson, Frank n Dank e Illa J, rappers de Detroit que trabalharam com J Dilla (considerado um dos maiores produtores da historia do hip hop) também gravaram nas produções de Renan Samam, que serão lançadas em 2014.
Renan Samam como rapper já dividiu palcos com Kamau, Fernandinho Beatbox, Marcelo D2, Start , Max B.O., Marechal, Flora Matos, Karol Conka, Thaíde, Negra Li, Criolo, Projota, Z’africa Brasil, Lurdes da Luz, Emicida, Deltron 3030 e Slum Village.
Seu último single lançado foi a música e o video clipe “Fundo Do Mar” em parceria com Felipe Vassão, som que prepara o terreno para o primeiro álbum de Renan Samam como rapper solo.
No final de 2014, lançou um EP chamado 'Kush e Garotas' com o grupo 5 pra 1, um projeto com Renan Samam, DJ Will, Filiph Neo, Dee e Minizu. O primeiro CD do grupo (com apenas uma ateração com a saída do DJ Minizu por DJ Murillo), intitulado 'Goodfellaz', foi lançado em novembro de 2015 pela produtora Boogie Naipe, dos Racionais MC's, com participação de KL Jay na música O Golpe/Papo de milhão.
Em 2016, Renan Samam produziu a música 'Aos Olhos de uma Criança', do rapper Emicida, que faz parte da trilha sonora da animação "O Menino e o Mundo", dirigido por Alê Abreu, que foi o único filme brasileiro indicado ao Oscar, na categoria de melhor filme de animação.
Recentemente, em abril de 2017 lançou o vídeo clipe[ligação inativa] de seu trabalho solo, chamado 23.

## Discografia
Com 4ª Estrofe
- Ritmo e Poesia (2008)

5 pra 1 (Renan Samam, DJ Will, Filiph Neo, Dee e Minizu)
- Kush & Garotas (2014)
- Goodfellaz (2015)

Solo
- 23 (2016)

## Principais Produções
- Você Diz Que O Amor Não Dói - Marcelo D2
- 21/12 - Kamau
- Emicídio - Emicida
- Então Toma - Emicida
- A Cara do Povo - Marcelo D2
- Dedo na Ferida - Emicida
- Não Corra - Pai Lua
- I Might Have - Rhyme Scheme
- Não dá Mais - Pentágono
- Tá Suave - Savave
- Cidade Cinza - 4ª Estrofe
- Ninguém - Mascote
- Quando Éramos Reis - Rashid
- Oqeukizé - Renan Samam
- Lágrimas do Palhaço - Kamau
- Can't Go Back - Dashah
- Andarilho - Fernandinho Beat Box
- The Mc - Fresh Vetz
- Enfim - Start
- Saudosa Maloca - James Ventura
- São Paulo - Like (Pac Div)